# Крэнк, Джон
Джон Крэнк (англ. John Crank; *6 февраля 1916, Гайндли — †3 октября 2006) — английский математик. Известен благодаря исследованиям численного анализа дифференциальных уравнений с частными производными.

## Биография
Джон Крэнк родился в Гайндли, в Большом Манчестере в Ланкашире (Англия), в семье плотника. Учился в Манчестерском университете с 1934 по 1938 годы, который окончил со степенью магистра. Был учеником знаменитых ученых — Дугласа Хартри и Уильяма Брэгга. В 1953 году манчестерский университет присвоил ему степень доктора наук (DSc).
Работал над вопросами баллистики во время Второй мировой войны, а затем в области математической физики в Лаборатории Фундаментальных Исследований Курталда с 1945 по 1957 год. С 1957 по 1981 год работал в университете Брунеля, где в 1966 году получил звание профессора математики. Был дважды вице-президентом университета Брунеля, в его честь назван один из корпусов этого учреждения.
Был женат на Джоан Крэнк († 2005), с которой прожил 63 года, у них было двое детей. Был заядлым садовником и подарил основанный им сад университета Брунеля после своего выхода на пенсию.

## Научные исследования
Основной темой его исследований были методы численных решений дифференциальных уравнений с частными производными и, в частности, решение проблем теплопередачи. Он стал известным вместе с Филлис Николсон благодаря развитию особого метода конечных разностей для численного решения уравнения теплопроводности и диффузии, который сейчас известен как метод Крэнка-Николсон. В своей известной книге "Математика диффузии" опубликовал аналитические и численные решения этого дифференциального уравнения для различных краевых и начальных условий. В дальнейшем работал над решениями математических моделей роста кристаллов и процессов охлаждения.